# Цилли, Ульрих
Ульрик II Цилли (венг. Cillei Ulrik, нем. Ulrich II von Cilli, 16 февраля 1406, Целе — 9 ноября 1456, Белград) — граф, старший сын Фридриха II Цилли и Елизаветы Франкопан, последний граф Цельский. Зять Георгия Бранковича. Фактический правитель Венгерского Королевства во время царствования Владислава III (венг. Уласло I). Противник Яноша Хуньяди.

## Биография
Родился 16 февраля 1406 года в замке Целе, родовом гнезде графов Цельских. Старший сын Фридриха II Цилли (1379—1454), графа Цельского (1435—1454), и Елизаветы Франкопан (1373—1422).
После смерти Сигизмунда его зять короновался королём Венгрии как Альберт Венгерский. Вскоре он короновался и как король Богемии, назначив Ульрика Цилли регентом Богемии. После смерти Альбрехта Ульрик поддержал его вдову, Елизавету Люксембургскую, родившую наследника Ладислава вскоре после погребения короля. Ульрик посоветовал Елизавете выкрасть из крепости Вишеград корону святого Иштвана, что и сделала по её приказу Елена Коттанер, её доверенная дама. Вскоре после рождения Ладислав был коронован королём Венгрии, и сам Ульрик держал корону над головой нового короля, поклявшись быть его покровителем и защитником. Вскоре после этого в Венгрии разгорелось противостояние между сторонниками и противниками коронации Ладислава. Венгерской знатью был избран новый король, коронованный как Уласло I, которого поддержал влиятельный военачальник Янош Хуньяди.
В 1443 году, после смерти короля Боснии Твртко II, Ульрик Циллеи предъявил претензии на боснийский престол (его дед, Герман II (граф Целе) был объявлен Твртко своим наследником, и его отец от них не отказывался), однако Ульрик не смог добиться желаемого, отчасти из-за противодействия Яноша Хуньяди, которому было очень невыгодно видеть и без того очень влиятельного дворянина во главе соседнего государства. С этого момента начинается противостояние между Циллеи и Хуньяди.
В 1444 году, в Битве при Варне король Уласло I погиб, и новым королём был провозглашён Ладислав (как Ласло V), однако ввиду его малолетства регентом Венгрии стал Янош Хуньяди, Ульрик Циллеи же стал наставником молодого короля.
И лишь после смерти Яноша в 1456 году Ульрик Циллеи стал регентом королевства. Вскоре после назначения новый регент вместе с молодым королём отправились в Белград на встречу со старшим сыном Яноша, Ласло. После того как король и его регент вошли в город вместе с личной гвардией, ворота закрылись, оставив за стенами сопровождавшее их войско. После короткого спора Ульрик был убит по приказу Ласло Хуньяди перед молодым королём, которого заставили поклясться, что он не предпримет репресалий против Хуньяди. Несмотря на это, король Ласло, вернувшись к своему двору, приказал арестовать Ласло Хуньяди и казнить в отместку за Ульрика.

## Брак и дети
20 апреля 1434 года граф Ульрих Цельский женился на Кантакузине Катарине Бранкович (1418/1419 — 1491), дочери деспота Сербии Георгия Бранковича и византийской принцессы Ирины Кантакузины Бранкович. У них было трое детей:
- Герман IV Цельский (1439—1452)
- Георг Цельский (ок. 1444—1445)
- Елизавета Цельская (1441—1455), первая невеста Матьяша Хуньяди (1443—1490), будущего короля Венгрии (1458—1490).

## В кино
В венгерском сериале «Восстание воронов» (2024) графа Ульриха сыграл Эрно Фекете.